# René Derolez
René Derolez (1921–2005) est un historien médiéviste et runologue belge. Il est le frère d'Albert Derolez.

## Publications
- Runica Manuscripta, 1953
- Götter und Mythen der Germanen, 1959
- De godsdienst der Germanen, Roermond & Maaseik, 1959
- Les Dieux et la religion des Germains, Payot, 1962
- Les Celtes et les Germains, 1965
- Scandinavian runes in continental manuscripts, in: Bessinger, Creeds (éds.) Franciplegius, New York, 1965
- Cross-Channel language ties, 1974. Anglo-Saxon England, vol. 3, pp. 1-14 (14 pages), publié par Cambridge University Press, DOI 10.1017/S0263675100000545, (Lien sur Jstor)
- The Origin of the Runes, 1998